# Atlante Toponomastico del Piemonte Montano
Atlante Toponomastico del Piemonte Montano (ATPM) è un progetto di ricerca ideato negli anni ’70 dal professor Arturo Genre ed entrato in attività a partire dal 1983. È promosso e sostenuto dalla Regione Piemonte (Assessorato alla Cultura) e gestito dall’Università degli Studi di Torino (Dipartimento di Studi Umanistici). Il suo obiettivo principale è la raccolta sistematica dell'intera rete di nomi di luogo di tradizione orale in uso nei Comuni del territorio montano del Piemonte. Ricercatori locali, appositamente addestrati, raccolgono dalla viva voce dei parlanti i toponimi, che provvedono poi a collocare su apposite basi cartografiche e a corredare di informazioni linguistiche e geomorfologiche. Il materiale confluisce in una banca dati gestita dalla Redazione dell'ATPM, che annualmente provvede (secondo il proprio piano editoriale) alla stampa di una o più monografie relative ai singoli Comuni scelti.

## Ambito di ricerca
L’Atlante Toponomastico del Piemonte Montano è impegnato nella tutela dell’originale patrimonio toponimico di tradizione orale della montagna piemontese, con la finalità di salvarlo dalla scomparsa, prima che se ne perda la memoria e la possibilità di documentarlo, nonché di valorizzarlo restituendolo nella forma in cui esso è ancora in uso. Numerose istituzioni locali (Comuni, Comunità Montane, Pro Loco, Associazioni culturali …) hanno mostrato la disponibilità a supportare il Progetto e si sono così innescate preziose sinergie tra le realtà locali e le realtà accademiche, tra gli studiosi e gli appassionati del settore.

## Sede e organizzazione
L’Atlante Toponomastico del Piemonte Montano ha sede presso l’Università degli Studi di Torino. La sua organizzazione interna prevede un Comitato scientifico composto da esperti del settore di fama nazionale e internazionale e un Comitato di Redazione.

## Attività
L’Atlante Toponomastico del Piemonte Montano istruisce, coordina e segue i raccoglitori locali impegnati nei rilievi nelle varie fasi (raccolta sul terreno del dato toponimico, registrazione dei toponimi in una grafia appositamente elaborata per le finalità del Progetto, trascrizione delle denominazioni di luogo sulle basi cartografiche – approntate all’uopo dall’ATPM stesso - verifica complessiva dell’inchiesta). La Redazione, inoltre, si occupa dell’elaborazione e pubblicazione dei materiali raccolti.

## Iniziative culturali
Nel corso degli anni sono stati numerosi gli incontri di sensibilizzazione compiuti: alle iniziative toponomastiche in cui è stato presentato il Progetto dell’Atlante Toponomastico del Piemonte Montano sono intervenute complessivamente alcune migliaia di persone. Ogni uscita di una monografia è seguita dalla relativa presentazione in loco. L’ATPM partecipa a giornate di studio e a convegni esponendo il progetto e i suoi risultati, offre la sua disponibilità per consulenze linguistiche, assiste i raccoglitori (e i tesisti) nel loro percorso.

## Pubblicazioni
La maggior parte del patrimonio toponimico finora confluito nella banca dati digitale è ad oggi inedito; finora hanno visto la luce le seguenti monografie:
1. Gaiola (Area occitana), 2ª edizione, Alessandria, 1999.
2. Aisone (Area occitana), Torino, 1993.
3. Mombasiglio (Area piemontese), Torino, 1993.
4. Quassolo (Area piemontese), Torino, 1993.
5. Chianocco (Area francoprovenzale), Alessandria, 1995.
6. Roccasparvera (Area occitana), Alessandria, 1995.
7. Givoletto (Area piemontese), Alessandria, 1997.
8. La Cassa (Area piemontese), Alessandria, 1997.
9. Val della Torre (Area piemontese), Alessandria, 1997.
10. Vallo (Area piemontese), Alessandria, 1997.
11. Varisella (Area piemontese), Alessandria, 1997.
12. Demonte (Area occitana), Alessandria, 1997.
13. Ostana (Area occitana), Alessandria, 1998.
14. Pont Canavese (Area piemontese), Alessandria, 1999.
15. Parco naturale Alpe Veglia e Alpe Devero (Area piemontese), Alessandria, 2000.
16. Rittana (Area occitana), Torino, 2001.
17. Avigliana (Area piemontese), Torino, 2001.
18. Sant'Antonino di Susa (Area francoprovenzale), Torino, 2001.
19. Valloriate (Area occitana), Torino, 2001.
20. Salbertrand (Area occitana), Torino, 2002.
21. Coazze (Area francoprovenzale), Torino, 2002.
22. Mezzenile (Area francoprovenzale), Torino, 2003.
23. Rorà (Area occitana), Torino, 2003.
24. Chiusa di San Michele (Area francoprovenzale), Torino, 2004.
25. Pramollo (Area occitana), Torino, 2005.
26. Moiola (Area occitana), Torino, 2005.
27. Roccaforte Ligure (Area piemontese), Torino, 2005.
28. Briga Alta (Area occitana), Torino, 2006.
29. Sambuco (Area occitana), Torino, 2006.
30. Exilles (Area occitana), Torino, 2006.
31. Rimella (Area walser), Torino, 2007
32. Alagna Valsesia (Area walser), Torino, 2007.
33. Falmenta (Area piemontese), Torino, 2007.
34. Morbello (Area piemontese), Torino, 2008.
35. Parco naturale delle Capanne di Marcarolo, (Area piemontese), Torino, 2008.
36. Venasca (Area piemontese), Torino, 2009.
37. Tagliolo Monferrato (Area piemontese), Torino, 2010.
38. Massello (Area occitana), Torino, 2010.
39. Monastero di Lanzo (Area francoprovenzale), Torino, 2011.
40. Campertogno (Area piemontese), Torino, 2011.
41. Roccaforte Mondovì (Area piemontese), Torino, 2012.
42. San Giorio di Susa (Area francoprovenzale), Torino, 2013.
43. Crissolo (Area occitana), Torino, 2013.
44. Gurro (Area piemontese), Torino, 2013.
45. Chiomonte (Area occitana), Torino, 2013.
46. Piatto (Area piemontese), Torino, 2014.
47. San Benedetto Belbo (Area piemontese), Torino, 2014.
48. Castelletto Uzzone (Area piemontese), Torino, 2014.
49. Vesime (Area piemontese), Torino, 2014.
50. Bernezzo (Area occitana), Torino, 2014.
51. Inverso Pinasca (Area occitana), Torino, 2015.
52. Moncenisio (Area francoprovenzale), Torino, 2015.
53. Borgo San Dalmazzo (Area piemontese), Torino, 2015.
54. Pomaretto (Area occitana), Torino, 2016.
55. Vaie (Area francoprovenzale), Torino, 2017.
56. Viola (Area piemontese), Torino, 2018.
57. Ceres (Area francoprovenzale), Torino, 2018.
58. Saliceto (Area piemontese), Torino, 2019.